# Splash battle
Een Splash battle is een attractietype dat men aan kan treffen in verschillende attractieparken, ontwikkeld door Preston & Barbieri. Er bestaan meerdere variaties op de Splash battle, maar bij iedere versie speelt het kunnen schieten met waterstralen een belangrijke rol. De Splash battle van Mack Rides is het meest verkocht.
In een Splash battle leggen bezoekers een vast of los parcours af door het water of erboven op rails. Tijdens het afleggen van het parcours moeten de bezoekers proberen bepaalde doelen of objecten, toeschouwers en andere inzittenden te raken met water. Vaak kan men ook vanaf de kant met waterspuiten inzittenden beschieten.
Omdat de attractie vaak garant staat voor doorweekte bezoekers hebben de sommige Splash battles speciale droogcabines bij de uitgang staan, zodat de bezoekers, tegen betaling, sneller droog kunnen worden.

## Voorbeelden
- Banana Battle in  Bobbejaanland
- SpongeBob Splash Bash in  Movie Park Germany
- Wickie The Battle in  Plopsaland De Panne